# Cyanopterus subpunctatus
Cyanopterus subpunctatus är en stekelart som först beskrevs av Granger 1949.  Cyanopterus subpunctatus ingår i släktet Cyanopterus och familjen bracksteklar. Inga underarter finns listade i Catalogue of Life.